# Alexandru Musi
 (août 2025).
Alexandru Musi, né le 17 juillet 2004 à Bucarest en Roumanie, est un footballeur roumain qui évolue au poste de milieu offensif au FCSB.

## Biographie

### En club
Né à Bucarest en Roumanie, Alexandru Musi est formé par le FCSB. Il joue son premier match en professionnel le 19 mai 2021, lors d'une rencontre de championnat face à l'Universitatea Craiova. Il est directement titularisé, et son équipe s'incline sur le score de un but à zéro.
Le 22 décembre 2022, Alexandru Musi est prêté au FC Politehnica Iași jusqu'à la fin de la saison.
Le 22 juin 2023, Alexandru Musi rejoint le Petrolul Ploiești sous la forme d'un prêt d'une saison.
Musi se fait remarquer dès son premier match pour le Petrolul Ploiești en marquant son premier but, le 16 juillet 2023, lors de la première journée de la saison 2023-2024 de première division roumaine, face au FC Universitatea Cluj. Titulaire, il inscrit le but égalisateur de son équipe (1-1 score final),.

### En sélection
Alexandru Musi représente l'équipe de Roumanie des moins de 18 ans, jouant au total six matchs entre 2021 et 2022, et marque un but.
Alexandru Musi joue son premier match avec l'équipe de Roumanie espoirs le 17 novembre 2023, lors d'une rencontre face à l'Albanie. Il entre en jeu à la place d'Adrian Mazilu, et son équipe s'impose par cinq buts à zéro.